# Marge (voilier)
Pour les articles homonymes, voir Marge et Lasse.
Marge (ex Lasse) est un yacht de luxe 10 Metre JI de course-plaisance, mis à l'eau en 1940 au Danemark. Il est célèbre pour avoir servi de décor au film Plein Soleil, de René Clément, en 1960, avec Alain Delon et Marie Laforêt.

## Histoire
Ce voilier de luxe à gréement bermudien est conçu pour le roi Christian X du Danemark, par l'architecte naval Johan Anker (en) (également célèbre concepteur des Dragon (voilier) de 1929). Il est construit à  (en) au Danemark, où il est mis à l'eau en août 1940, sous le nom d'Eva, avec pour port d'attache l'académie Navale de Flensburg,. Il est acquis depuis par divers propriétaires successifs, et renommé Lasse de Copenhague,.

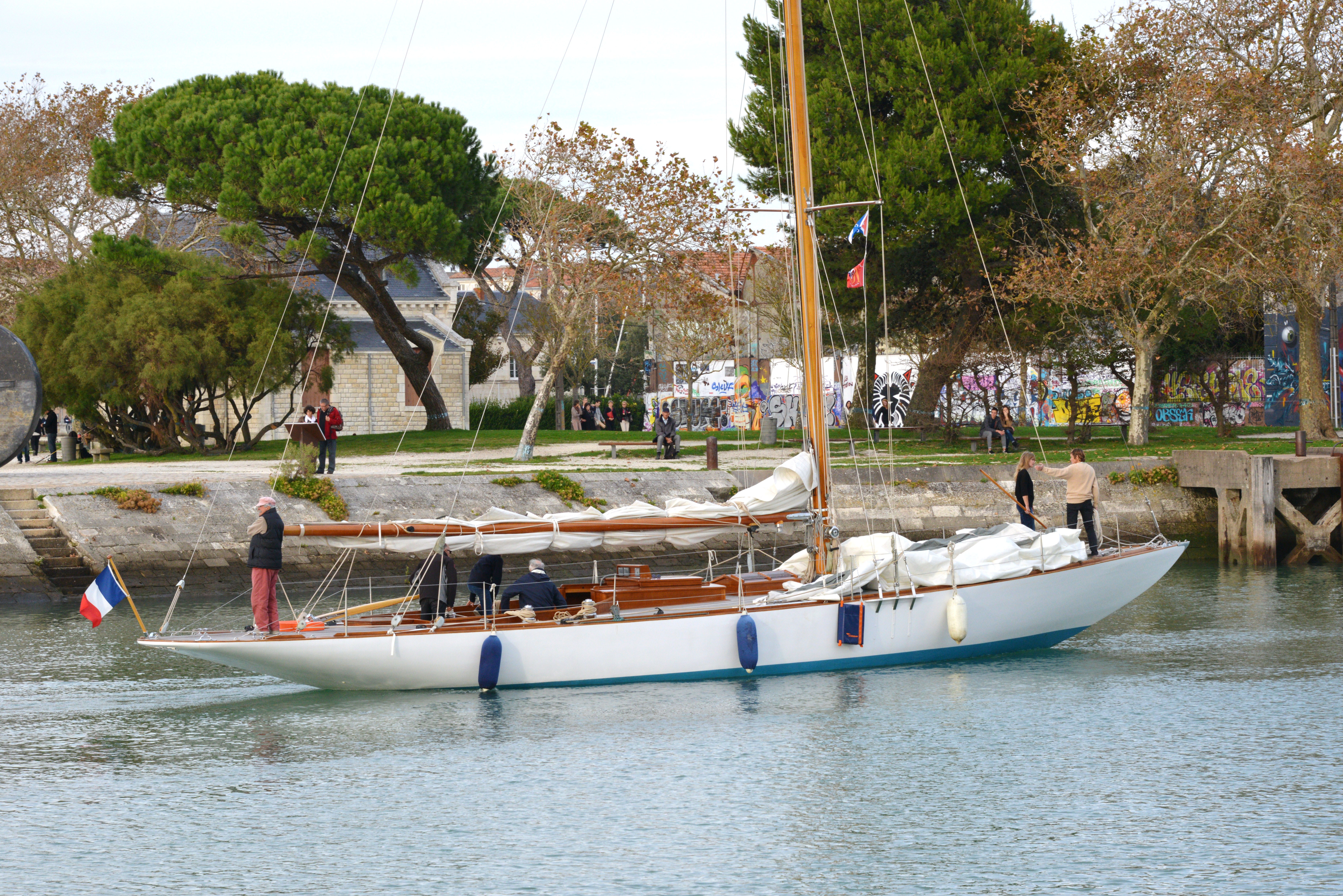
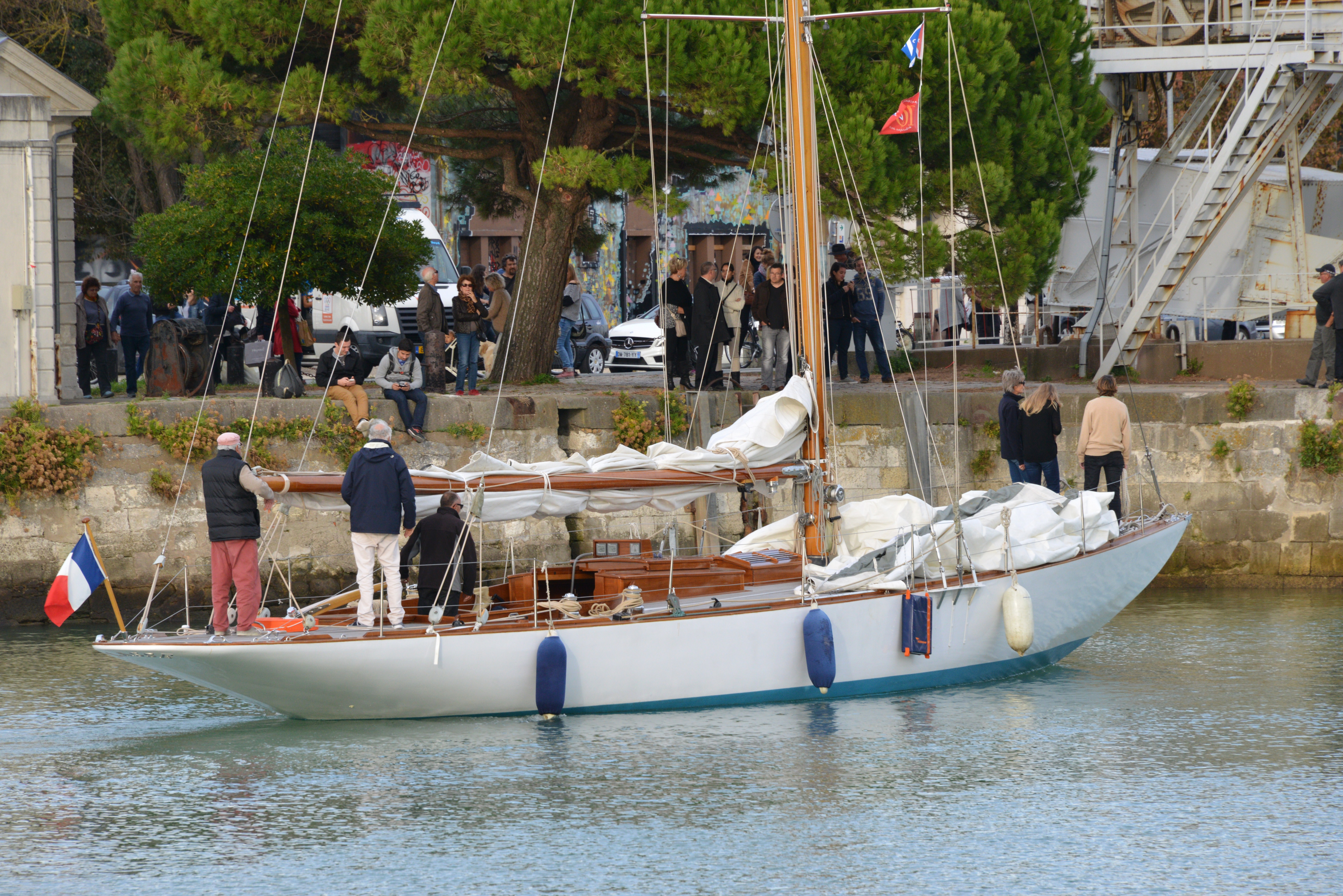

Il devient célèbre en 1960, sous le nom de Marge, avec le succès international du thriller franco-italien Plein Soleil, du cinéaste René Clément, avec Alain Delon et Marie Laforêt,.
Plusieurs fois modifié, puis entièrement rénové d'origine, il revient à son port d'origine pour la location touristique,, et participe à divers régates, dont les Voiles de Saint-Tropez, les Régates Royales de Cannes, ou encore celles de Monaco...
Vendu à Stéphane Baudry en 2020, il est désormais amarré à la Société Nautique de Marseille (SNM) du Vieux-Port. Il participe au circuit de régate de Méditerranée de l'Association Française des Yachts de Tradition (AFYT). En 2021, Lasse est renommé Marge en l’honneur du film de René Clément,,.

## Au cinéma
- 1960 : Plein Soleil, de René Clément, avec Alain Delon et Marie Laforêt[13].

## Quelques autres voiliers similaires
- 1851 : America, Columbia (1899), ou Rainbow (1934), de la Coupe de l'America
- 1909 : Tuiga, du Yacht Club de Monaco
- 1937 : S/Y Manitou, de John Fitzgerald Kennedy